# Frank Currier
Frank Currier   (Norwich, 4 de setembre de 1857 - Hollywood, 22 d'abril de 1928) va ser un actor de cinema i escenari i director nord-americà de l'era del cinema mut.

## Biografia
Semblant a Theodore Roberts, Kate Lester, Ida Waterman i William H. Crane, Currier va tenir una llarga i exitosa carrera escènica a les èpoques victoriana i eduardiana. La seva joventut la va passar perfeccionant la seva escenografia. Quan va començar a aparèixer en pel·lícules mudes, ja tenia 50 anys i tenia una edat mitjana. Currier, com Roberts, tenia un aspecte característic d'avi a mesura que envellia i era respectat i estimat pel públic de cinema.
Currier va aparèixer en més de 130 pel·lícules entre 1912 i 1928. També va dirigir 19 pel·lícules el 1916. És memorable a la pel·lícula de 1925 Ben-Hur com l'almirall romà que adopta Judah Ben-Hur (Ramon Novarro) com el seu fill després de Ben-Hur. Hur salva la seva vida durant una batalla al mar.
A Broadway, Currier va actuar a The Poor Little Rich Girl (1913), An Old New Yorker (1911), The Aviator (1910), Beethoven (1910), The Gay Life (1909), This Woman and This Man (1909), Way Down East (1905), The Winter's Tale (1904), Twelfth Night (1904) i Quo Vadis (1900).

## Filmografia seleccionada
- The Cross-Roads (1912)
- The Battle of Frenchman's Run (1915)
- Freddy's Narrow Escape (1916) (*dir. and act.)
- Fifty-Fifty (1916)
- The Conflict (1916)
- Panthea (1917)
- The End of the Tour (1917)
- His Father's Son (1917)
- Cassidy (1917)
- God's Law and Man's (1917)
- Her Father's Keeper (1917)
- Grafters (1917)
- Sowers and Reapers (1917)
- The Barricade (1917)
- The Greatest Power (1917)
- Outwitted (1917)
- Sylvia on a Spree (1917)
- The Trail of the Shadow (1917)
- The Duchess of Doubt (1917)
- The Brass Check (1918)
- The Winning of Beatrice (1918)
- To Hell with the Kaiser! (1918)
- A Successful Adventure (1918)
- His Bonded Wife (1918)
- With Neatness and Dispatch (1918)
- Opportunity (1918)
- The Red Lantern (1919)
- Peggy Does Her Darndest (1919)
- The Great Romance (1919)
- Her Kingdom of Dreams (1919)
- Almost Married (1919)
- The Brat (1919)
- It Pays to Advertise (1919)
- Satan Junior (1919)
- The Great Victory (1919)
- Blind Man's Eyes (1919)
- Easy to Make Money (1919)
- The Right of Way (1920)
- The Cheater (1920)
- Clothes (1920)
- The Pleasure Seekers (1920)
- The Rookie's Return (1920)
- The Misleading Lady (1920)
- The Man Who (1921)
- Clay Dollars (1921)
- A Message from Mars (1921)
- Why Announce Your Marriage? (1922)
- Reckless Youth (1922)
- The Woman Who Fooled Herself (1922)
- My Old Kentucky Home (1922)
- The Snitching Hour (1922)
- The Lights of New York (1922)
- The Victor (1923)
- Desire (1923)
- The Tents of Allah (1923)
- The Sea Hawk (1924)
- Being Respectable (1924)
- The Trouble Shooter (1924)
- The Heart Buster (1924)
- The Red Lily (1924)
- The Family Secret (1924)
- Graustark (1925)
- The White Desert (1925)
- The Great Love (1925)
- Ben-Hur (1925) - Arrius
- The Big Parade (1925)
- La Bohème (1926)
- The Exquisite Sinner (1926)
- Tell It to the Marines (1926)
- The Enemy (1927)
- The Callahans and the Murphys (1927)
- Across to Singapore (1928)